# Jordan Clarkson
Jordan Clarkson (ur. 7 czerwca 1992 w San Antonio) – amerykański koszykarz filipińskiego pochodzenia, obrońca, aktualnie zawodnik Utah Jazz.
26 czerwca 2014 roku został wybrany w drafcie do NBA z numerem 46 przez Washington Wizards. Następnie jeszcze tej samej nocy został wytransferowany do Los Angeles Lakers. W lipcu 2014, dołączył do składu Lakers podczas letniej ligi NBA. 25 sierpnia 2014, podpisał umowę z klubem Lakers.
15 listopada 2014, został przypisany do zespołu Los Angeles D-Fenders z NBA Development League. Aktywowano go już następnego dnia. 22 listopada został ponownie odesłany do D-Fenders, po czym powołano go do składu Lakers raz jeszcze, dzień później.
8 lutego 2018 został wytransferowany wraz z Larrym Nancem Juniorem do Cleveland Cavaliers w zamian za Isaiaha Thomasa, Channinga Fryea i wybór I rundy draftu 2018.
23 grudnia 2019 trafił w wyniku wymiany do Utah Jazz.

## Osiągnięcia
Stan na 19 lutego 2023, na podstawie, o ile nie zaznaczono inaczej.
NCAA
- Zaliczony do:
  - I składu:
    - konferencji USA (2012)
    - pierwszoroczniaków konferencji USA (2011)
    - turnieju Las Vegas Invitational (2014)

  - II składu konferencji SEC (2014)

NBA
- Najlepszy rezerwowy NBA (2021)[10]
- Wybrany do I składu debiutantów (2015)[11]
- Zwycięzca drużynowego konkursu Skills Challenge (2023)[12]
- Uczestnik:
  - konkursu Skills Challenge (2016, 2023)
  - Rising Stars Challenge (2016)
- Debiutant Miesiąca Konferencji Zachodniej (marzec 2015)